# Frances (Sängerin)
Sophie Frances Cooke (* 27. Juni 1993 in Oxford), bekannt unter ihrem Künstlernamen Frances, ist eine englische Popsängerin und Songwriterin. 2017 war sie mit ihrem Album Things I’ve Never Said in den britischen Charts erfolgreich.

## Biografie
Geboren in Oxford wuchs Frances Cooke im nahe gelegenen Newbury auf. Sie absolvierte ein Musikstudium am Institute for Performing Arts in Liverpool und veröffentlichte 2013 in Eigenregie ihr erstes Album Why. Im Jahr darauf erschien beim französischen Label Kitsuné die Single Fire May Save You. Nach zwei EPs beim britischen Indie-Label Communion war die Musikwelt auf sie aufmerksam geworden. Songs wie Grow und Borrowed Time waren kleinere Erfolge. Ende 2015 gehörte sie zu den drei Nominierten für den Critics’ Choice Award und kurz darauf zu den 10 Kandidaten für den Sound of 2016 der British Broadcasting Corporation.
Frances veröffentlichte im Jahr darauf mehrere Singles und Don’t Worry About Me war in England kein großer Hit, war aber in Belgien im Sommer 18 Wochen in den Charts. Es dauerte aber bis zum Frühjahr 2017, bis ihr Label-Debütalbum Things I’ve Never Said erschien. Im März 2017 erreichte es Platz 43 der britischen Charts und Platz 33 in Belgien.
Nach zwei weiteren Singles zog sie sich allerdings zurück und verlegte sich mehr aufs Songwriting für andere Interpreten. 2018 war sie am Top-10-Hit All I Am von Jess Glynne beteiligt. Meghan Trainor, Dua Lipa und Katy Perry waren weitere Interpretinnen, die ihre Songs übernahmen, bei Lipa und Perry war sie auch bei deren Top-5-Alben als Backgroundsängerin beteiligt. Nachdem sie so 2020 zunehmend erfolgreich gewesen war, nahm sie gegen Jahresende erstmals wieder eine eigene Single auf und nahm ein zweites Album in Angriff.

## Diskografie
Alben
- Why (2013)
- Things I’ve Never Said (2017)
- Wonder (2021)

EPs
- Grow (2015)
- Let It Out (2015)

Lieder
- Fire May Save You (2014)
- Borrowed Time (2016)
- Don’t Worry About Me (2016)
- Drifting (Live from Koko) (2016)
- Say It Again (2016)
- O Holy Night (2016)
- No Matter (2017)
- Grow (Stories) (2017)
- Sea of Red (2018)
- Still Have Time (2018)
- Eclipse (2020)

## Songwriting
Eine Auswahl der Beteiligungen als Liedautorin:
- All I Am / Jess Glynne (2018, UK Platz 7)
- Brave / Don Diablo & Jessie J (2019)
- Welcome Home / Nico Santos (2019)
- Hallucinate / Dua Lipa (2020, UK Platz 31)
- Only Love / Katy Perry (2020)
- Have You Now / Meghan Trainor (2020)
- Drop Dead / Holly Humberstone (2020)